# Ruf Records
Ruf Records est un label discographique indépendant de blues allemand.

## Histoire
Le label est fondé en 1994 par Thomas Ruf, l'agent artistique de Luther Allison, pour promouvoir la carrière de ce dernier, ce label de blues a pour devise Where Blues Crosses Over (« Là où le blues se croise »). Les bureaux de la société sont situés à Lindewerra, en Allemagne. En 2008, Ruf avait produit 120 albums, vendu plus d'un million d'albums, reçu deux nominations aux Grammy Awards et dix nominations aux Blues Music Awards.
Parmi les artistes passés et présents figurent Bernard Allison, Louisiana Red, Eric Bibb, Canned Heat, Joanna Connor, Kevin Coyne, Sue Foley, Friend 'n Fellow, Larry Garner, Michael Hill's Blues Mob, Candye Kane, Omar and the Howlers, Aynsley Lister, Laurence Jones, Skinny Molly, Joanne Shaw Taylor, Dani Wilde, Oli Brown, Ana Popović, Shakura S'Aida, Spooky Tooth, Samantha Fish, Walter Trout, Bette Smith, Big Daddy Wilson, et Erja Lyytinen.
En 2007, Ruf Records reçoit le prix Keeping the Blues Alive de la Blues Foundation de Memphis, Tennessee.
Depuis 2005, chaque année, un groupe de musiciens part en tournée dans le cadre du projet Blues Caravan. En 2011, il s'agissait de Cassie Taylor, Dani Wilde et Samantha Fish sous le nom de Girls With Guitars, soutenues par le batteur Denis Palatin. Pour la réédition de 2012, Cassie Taylor a été remplacée par Victoria Smith.
En 2012, Ruf Records signe avec Royal Southern Brotherhood, un supergroupe composé de Cyril Neville, Devon Allman, Mike Zito, Charlie Wooton et Yonrico Scott, lauréats d'un Grammy Award. Le groupe est basé à la Nouvelle-Orléans et sort son premier enregistrement, Royal Southern Brotherhood, à l'été 2012. John Wirt du journal The Advocate de Baton Rouge, en Louisiane, a écrit : « Zito et Allman jouent également des pistes de guitare jumelles qui rappellent, bien sûr, les pistes de guitare jumelles jouées par son oncle, Duane, et Dickey Betts dans l'Allman Brothers Band ».
En mars 2014, Albert Castiglia signe un contrat d'enregistrement avec Ruf. En 2015, Eliana Cargnelutti sort deux albums avec Ruf. En 2017, Vanessa Collier sort son deuxième album, Meeting My Shadow, chez Ruf Records. En février 2020, Whitney Shay sort son troisième album, Stand Up, sur le label. En 2021, Ghalia Volt sort son troisième album, One Woman Band, chez Ruf Records. Celui de Katie Henry, On My Way, sort le 28 janvier 2022 chez Ruf Records,.

## Groupes et artistes
- Luther Allison (décédé en 1997)
- Bernard Allison
- Devon Allman
- The BB King Blues Band
- Eric Bibb
- Savoy Brown
- Bob Brozman (décédé en 2013)
- Jack Bruce (décédé en 2014)
- Samantha Fish
- Sue Foley
- Andy Frasco
- Dana Fuchs
- Jeff Healey (décédé en 2008)
- Canned Heat
- Katie Henry
- Omar and the Howlers
- Jeremiah Johnson
- Candye Kane (décédée en 2016)
- Aynsley Lister
- Louisiana Red (décédé en 2012)
- Erja Lyytinen
- Coco Montoya
- Kenny Neal
- Ian Parker
- Ryan Perry
- Ana Popović
- Bette Smith
- Tasha Taylor
- Walter Trout
- Robin Trower
- Skinny Molly
- Spooky Tooth
- Thorbjørn Risager
- Ally Venable
- Ghalia Volt
- Dani Wilde
- Big Daddy Wilson
- Mike Zito
- Layla Zoe